# The New Adventures of Batman
The New Adventures of Batman is een Amerikaanse animatieserie geproduceerd door Filmation in 1977, met in de hoofdrollen de DC Comics superhelden Batman en Robin.
De serie ging in première op 10 februari 1977 op CBS. De stemmen van Batman en Robin werden gedaan door Adam West en Burt Ward, die acteurs die deze personages speelden in de Batman televisieserie uit de jaren 60.

## Verhaal
In The New Adventures of Batman gaat het zogenaamde "Dynamic Duo" de misdaad in Gotham City te lijf. Ze komen zowel bekende vijanden van Batman als enkele originele schurken tegen.
De twee worden van tijd tot tijd geholpen door Batgirl. Ook aanwezig is Bat-Mite, een imp uit een andere dimensie die zichzelf beschouwd als Batmans grootste fan. Hij wil zijn idool kostte wat het kost helpen, maar maakt de situaties daardoor vaak alleen maar complexer.
Afwezig in de serie is Batman’s bekende butler Alfred.

## Combinaties met andere series
De serie werd een aantal maal gecombineerd met andere televisieseries tot een grote serie. Zo was “The New Adventures of Batman” onderdeel van Batman/Tarzan Adventure Hour (1977–1978 CBS), Tarzan and the Super 7 (1978–1980 CBS), en Batman and the Super 7 (1980–1981 NBC).

## Rolverdeling
- Adam West als Batman (Bruce Wayne)
- Burt Ward als Robin (Dick Grayson)
- Melendy Britt als Batgirl (Barbara Gordon) / Catwoman
- Lou Scheimer als Bat-Mite / Bat-Computer / Clayface
- Lennie Weinrib als Commissioner Gordon / The Joker / The Penguin / Mr. Freeze / Electro / Chameleon / Zarbor / Clayface / Moonman / Professor Bubbles / Sweet Tooth

## Afleveringen en schurken
1. The Pest - The Joker
2. The Moonman - Moonman
3. Trouble Identity - Catwoman
4. A Sweet Joke On Gotham City - Sweet Tooth
5. The Bermuda Rectangle - Professor Bubbles
6. Bite-Sized - Electro
7. Reading, Writing & Wronging – The Penguin
8. The Chameleon - Chameleon
9. He Who Laughs Last - Joker
10. The Deep Freeze - Mr. Freeze
11. Dead Ringers - Clayface
12. Curses! Oiled Again! - Clayface / Catwoman
13. Birds Of A Feather Fool Around Together - Penguin / The Joker
14. Have An Evil Day (Part 1) - Zarbor / The Joker / Penguin / Clayface / Catwoman
15. Have An Evil Day (Part 2) - Zarbor / The Joker / Penguin / Clayface / Catwoman
16. This Looks Like A Job For Bat-Mite! – Zarbor

## Ontbrekende schurken
Riddler en the Scarecrow konden niet meedoen in de serie omdat Hanna-Barbera de rechten op deze personages in handen had en ze gebruikte voor de serie Challenge of the Super Friends. Riddler was echter wel te zien in het openingsfilmpje van de serie.

## Dvd
The New Adventures of Batman werd op 26 juni 2007 uitgebracht op dvd.